# Edmund Burke
Edmund Burke (Dublin, 1729. január 12. – Beaconsfield, 1797. július 9.) ír író, whig párti politikus, államelméleti gondolkodó, a modern brit konzervatív politika egyik megteremtője volt.

## Ifjúsága
Burke Dublinban született, apja jogász volt, aki mindössze néhány évvel születése előtt, feltehetően praxisa érdekében, tért át az anglikán hitre. Alsóbb iskoláit Ballitore-ban végezte. Az iskolát egy kvéker, Abraham Shackleton irányította. Jogi egyetemi tanulmányait a dublini Trinity College-ban, az anglikán egyház írországi „bástyájában” folytatta, majd Londonba, onnan pedig a kontinensre utazott. Visszatérése után Londonban telepedett le, és politikai karrierjére összpontosított. 1756-ban megházasodott, két évvel később megszületett a fia. 1758-tól 1765-ig az Annual Register szerkesztője és szerzője volt. 1765-ben Rockingham márkijának, a kincstár első lordjának titkára lett.

## Politikai pályafutása
1765-től parlamenti képviselő volt. Legmagasabb posztja a pénzügyi titkár volt. Politikai pályafutását a Rockingham márki körül gyülekező whigek között kezdte. Úgy vélték, hogy a király és miniszterei a pártfogási rendszer révén korrumpálni akarják a képviselőket, és a hatalmi ágak közötti egyensúlyt a végrehajtó ág javára tervezik módosítani.
Tevékenyen részt vett a király hatalmának csökkentéséről szóló vitában, és szorgalmazta, hogy a törvényhozás erőteljesebben ellenőrizze az uralkodó kiadásait. Miután az 1765-ös, a gyarmatokat adóztató Bélyegtörvény (Stamp Act) erőszakot provokált Amerikában, Burke a kormánypolitikát merevnek nevezte, és nagyobb pragmatizmust kért.
1766 és 1784 között több mint hatszáz parlamenti beszédet tartott. Számos pamflet szerzője volt, első jelentős politikai röpirata, a Gondolatok a mostani elégedetlenkedés okairól (Thoughts on the Causes of the Present Discontents) 1770-ben látott napvilágot, és John Wilkes alsóházi képviselő letartóztatása kapcsán született. Ez a munka a pártok útján történő kormányzás első komolyabb elméleti feldolgozása, amelyben Burke arra az álláspontra helyezkedik, hogy a politikai vetélkedést a nézetükben megegyező emberek csoportjai (pártok), nem pedig a személyes kapcsolatok rendszerének kellene meghatároznia. 1780-ban be is nyújtotta saját reformtervét, amely a korona által osztott szinekúrák eltörlését kezdeményezte.
Rockingham márki 1782-es halála után Edmund Burke elvesztette korábbi befolyását a whigek között, politikai pályája mélypontjára érkezett. Véleménye számos ponton eltért a párt fő sodrától: a korábbi királypárti önkény teljes elutasítása helyett egyre többet foglalkozott a radikálisok és nonkonformisták ostorozásával. Az alkotmányosságra leselkedő fő veszélyt a demokratikus szélsőségben látta.
Részt vett a Brit Kelet-indiai Társaság körüli vitákban is. Egyik fő szószólója volt a kereskedőcég elengedhetetlen „megrendszabályozásának”. 1785-ben indítványozta, hogy a parlament visszaélések vádjával indítson eljárást Warren Hastings ellen, aki a társaság bengáli, majd indiai főkormányzójaként hatalmas károkat okozott. Burke kampányában ugyan megjelentek humanitárius elemek is, de szemében Hastings fő bűne az indiai arisztokraták vagyonának átjátszása volt az „uzsorások és vérszívók” kezére.
Fő politikai munkája, a Töprengés a francia forradalomról az 1789-es francia forradalommal foglalkozik. Burke ellenségesen fogadta a franciaországi fejleményeket, és a csőcselék erőszakának, valamint a francia társadalmi szerkezet felbomlásának veszélyeire figyelmeztetett. A francia forradalommal a briteket jellemző erényeket – folytonosság, hagyománytisztelet, prosperitás – állította szembe. 1791-ben szakított pártja fő vezetőivel a francia forradalom miatti nézetkülönbségek miatt.
1794-ben visszavonult a parlamentből. Utolsó éveit beárnyékolta egyetlen fiának halála, de az írást, valamint eszméinek védelmét folytatta. Ekkor megjelent műveiben – An Appeal from the New to the Old Whigs (1791), Letters on a Regicide Peace (1795–7), A Letter to a Noble Lord (1796) – bel- és külpolitikai eseményeket kommentált. 1792-től egyre többet foglalkozott szülőhazájával, Írországgal. Munkásságában nagy hangsúlyt helyezett a hosszú ideje élő alkotmányos tradíciókra, a különböző akaratokat kifejező politikai pártokra, valamint a parlamenti képviselők függetlenségére.

## Nézetei
Burke pártpolitikus, nem elméleti politikus volt, írásai így többnyire konkrét eseménnyel foglalkoznak, valamilyen alkalomra, vagy valaki ellen íródtak. Ellene volt az absztrakt elméleti spekulációnak, a politikai és erkölcsi elméleteknek, és már korai műveiben foglalkozott az elméletnek a józan gyakorlatra kifejtett káros hatásával. Szerinte elméletek alapján nem lehet kormányozni. Elutasította az erőszakos reformokat, amilyenekkel Nagy Péter kísérletezett, mert úgy vélte: a változtatásoknak organikusnak kell lenniük. Úgy gondolta, az intézményeket nem szabad elvekből levezetni.
Burke szerint nem az a fontos, kinek a kezében van a hatalom, hanem az, hogy mennyi hatalom összpontosul egy kézben. Szerinte senkinek nem lehet korlátlan hatalma, de a totális jogfosztás is elfogadhatatlan.
A forradalmárok voluntarizmusát elutasította, mert úgy gondolta, hogy a történelmi adottságok, tapasztalatok befolyásolják és meghatározzák a társadalom fejlődését. Ellenezte a franciák etatizmusát, és elutasította a radikalizmust. Fontosnak tartotta a jogállami normák betartását, úgy gondolta, hogy a jogkiterjesztést nem metafizikai szinten, hanem törvényhozással kell elérni. Úgy vélte, hogy a francia forradalom jelszavai nem állnak harmóniában egymással, mert a megvalósítani kívánt egyenlőség összeegyeztethetetlen a szabadsággal. A szabadság történelmi fejlődés eredménye, forradalommal nem lehet elérni. A politika nála inkább művészet, mintsem tudomány, pusztán tanulással nem lehet elsajátítani.
Burke bírálta az emberi jogok eszméjét, mondván, a briteknek nem csak metafizikai deklarációk szintjén vannak emberi jogaik. Ezek a jogok történelmi fejlődés eredményeként születtek meg. Elutasította a francia forradalmárok történelemellenességét, mert úgy gondolta, hogy a történelmet nem lehet eltörölni, abból kell építkezni. Tagadta azt a gondolatot is, hogy az embert racionális, érzelemmentes lényként kell kezelni. A demokráciát három okból ellenezte: a nép nem rendelkezhet azzal az intelligenciával, amely szükséges hozzá; a nép túlságosan hajlik a demagógiára; a népszerűtlen kisebbségeknek szükségük van a felsőbb osztályok védelmére.

## Főbb munkái
- A természetes társadalom védelmezése (A Vindication of Natural Society: A View of the Miseries and Evil Arising to Mankind) (1756) – Gúnyirat Bolingbroke gróf deizmusa ellen. Célja annak bemutatása, hogy a politikai intézmények nélküli „természetes társadalom” előnyei csak a képzelet szüleményei.[13]
- Filozófiai vizsgálódás a magasztosról és a szépről alkotott eszméink eredetéről (A Philosophical Enquiry into the Origin of Our Ideas of the Sublime and Beutiful)(1756) – Nagy hatású esztétikai munka, amelynek kategóriáit felidézik fő műve, a Töprengések egyes témái is.[13]
- Anglia rövid története (Abridgement of the English History) (1757) – Történelmi munka, amely folyamatos evolúcióként mutatja be Anglia történelmét.[13]
- Speech to the Electors at Bristol at the Conclusion of the Poll (1774)
- Töprengés a francia forradalomról (Reflections on the Revolution in France) (1790)

## Magyarul
- Töprengések a francia forradalomról (ford., bev., jegyz., mutató Kontler László), Atlantisz Könyvkiadó, Budapest, 1991 (Circus Maximus), ISBN 9630286688
- Filozófiai vizsgálódás a fenségesről és a szépről való ideáink eredetét illetően; ford. Fogarasi György; Magvető, Bp., 2008
- Fellebbezés az újaktól a régi whigekhez és más írások; ford. Katona László; Századvég, Bp., 2019